# George Prideaux Robert Harris

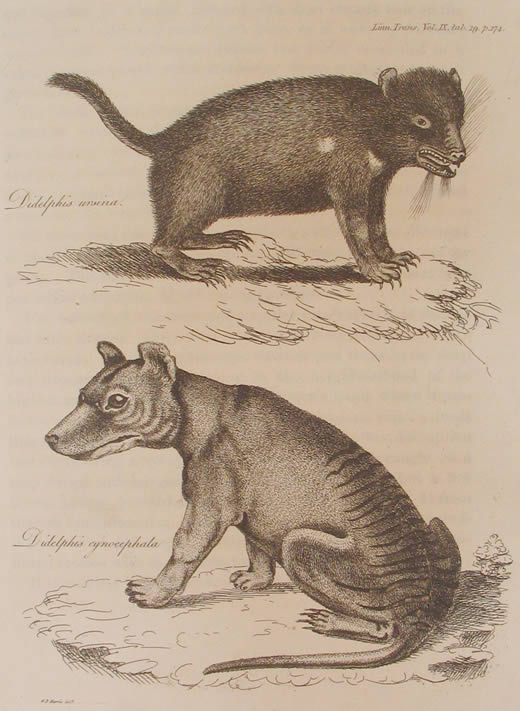
Gravuras do "Didelphis ursina" (acima) e "Didelphis cynocephala", baseadas em esboços de Harris

George Prideaux Robert Harris (1775 - 1810) foi um topógrafo e naturalista nos primeiros anos da colonização de Van Diemen's Land, hoje conhecida como Tasmânia, Austrália. Ele descreveu muitos dos marsupiais nativos da ilha, incluindo o diabo-da-tasmânia e o lobo-da-tasmânia. Ele também descreveu algumas espécies de plantas.
1. ↑  Pretyman, E. R. «George Prideaux Robert Harris (1775–1810)». Canberra: National Centre of Biography, Australian National University (em inglês). Consultado em 21 de abril de 2025